# Pressure (альбом Jeezy)
Pressure (англ. Давление) — восьмой студийный альбом американского рэпера Джизи. Был выпущен в 15 декабря 2017 года звукозаписывающей компанией Def Jam. В записи пластинки приняли участие Puff Daddy, 2 Chainz, J. Cole, Кендрик Ламар, Рик Росс, Kodak Black, YG, Трей Сонгз и другие.

## Предыстория
Изначально рабочее название проекта было «Snow Season» и планировался релиз в конце 2016 года, тем самым рэпер впервые бы «выстрелил дуплетом», выпустив 2 альбома за один год. Однако выпуск по непонятным причинам пришлось перенести на конец следующего года.
30 ноября 2017 года артист выпустил трейлер в поддержку альбома в своём официальном профиле Instagram. Днём позднее уже был обнародован треклист, в который вошли 13 композиций.

## Коммерческий успех
Спустя первую неделю продаж альбом дебютировал на строчке № 6 в чарте Billboard 200 с отметкой 72 000 эквивалентных единиц.
Рэперу не удалось выиграть конкуренцию за высокую позицию в хип-хоп чарте у G-Eazy и неоспоримого лидера Eminem.

## История выпусков
| Страна | Дата            | Формат                            | Лейбл              |
| ------ | --------------- | --------------------------------- | ------------------ |
| США    | 15 декабря 2017 | Компакт-диск Цифровая дистрибуция | Def Jam Recordings |

## Список композиций
| №                   | Название                                                            | Автор(ы) | Продюсер                      | Длительность |
| ------------------- | ------------------------------------------------------------------- | --- | ----------------------------- | ------------ |
| 1.                  | «Spyder»                                                            | Джей Дженкинс Дуэйн Ричардсон                                                                                                | D. Rich                       | 3:21         |
| 2.                  | «Cold Summer» (при участии Tee Grizzley)                            | Джей Дженкинс Кит Миллер Терри Уоллес Тупак Шакур Делмар Арнауд                                                              | P.C.                          | 3:01         |
| 3.                  | «In a Major Way» (при участии Payroll Giovanni)                     | Джей Дженкинс Джерран Адамс Диор Пэтти                                                                                       | Gotti Rock Solid              | 2:58         |
| 4.                  | «Floor Seats» (при участии 2 Chainz)                                | Джей Дженкинс Дуэйн Ричардсон Таухид Эппс                                                                                    | D. Rich                       | 3:25         |
| 5.                  | «This Is It»                                                        | Джей Дженкинс Андерсон Эрнандес Эндрю Градволь Гибран Джайрам                                                                | Vinylz Big White DJ Spinking  | 3:00         |
| 6.                  | «Bottles Up» (при участии Puff Daddy)                               | Джей Дженкинс Шон Комбс Кит Миллер Пол Борегар Рики Даниган Лола Митчелл Джордан Хьюстон                                     | P.C.                          | 3:00         |
| 7.                  | «Valet» (Интерлюдия)                                                | Джей Дженкинс Энтони Томпсон Ширлин Оберт Кевин Грэди                                                                        | Djay Cas                      | 1:57         |
| 8.                  | «Respect»                                                           | Джей Дженкинс Джерран Адамс                                                                                                  | Gotti Rock Solid              | 3:22         |
| 9.                  | «Pressure» (при участии Kodak Black и YG)                           | Джей Дженкинс Дуэйн Ричардсон Дьюсон Октэйви Кинон Джексон                                                                   | D. Rich                       | 4:20         |
| 10.                 | «Like Them» (при участии Tory Lanez и Rick Ross)                    | Джей Дженкинс Шон Ситон Дейстар Петерсон Энтони МакИнтайр Адам Фини Уильям Робертс                                           | Neenyo Tone Mason Frank Dukes | 3:50         |
| 11.                 | «The Life» (при участии Wizkid и Trey Songz)                        | Джей Дженкинс Раян Лесли Адам Фини Карл МакКормик Эйодеджи Белоган Тремейн Неверсон                                          | Cardiak Frank Dukes           | 4:50         |
| 12.                 | «American Dream» (при участии при участии J. Cole и Kendrick Lamar) | Джей Дженкинс Джермейн Коул Макинтош Хендел Билал Оливер Доминик Лэмб Кит Фога Джулиус Престон Джейми МакКэй Кендрик Дакворт | Soundsmith Productions        | 4:09         |
| 13.                 | «Snow Season»                                                       | Джей Дженкинс Кит Миллер | P.C.                          | 3:24         |
| Общая длительность: | Общая длительность:                                                 | Общая длительность: | Общая длительность:           | 44:37        |

Использованные семплы
- «Cold Summer»: 2Pac — «Street Fame»
- «Bottles Up»: Three 6 Mafia — «Tear da Club Up»
- «Valet»: Lushus Daim & The Pretty Vain — «For You»
- «Like Them»: Frank Dukes — «Amby»
- «The Life»: Frank Dukes — «Emoboy»
- «American Dream»: Bilal — «Flying»
- «Snow Season»: Stellardrone — «Northern Lights»

## Видеоклипы
- 2017: «Bottles Up» (при участии Puff Daddy)

## Позиции в чартах
| Чарт                                   | Пиковая позиция |
| -------------------------------------- | --------------- |
| Канада (Canadian Albums Chart)         | 84              |
| US Billboard 200                       | 6               |
| США (Billboard Top R&B/Hip-Hop Albums) | 3               |